# Alain Séguy-Duclot
 (octobre 2018).
Pour les articles homonymes, voir Duclot et Séguy.
Alain Séguy-Duclot (né en 1961) est un philosophe et logicien relativiste et pragmatiste français, qui vise à explorer le sens nouveau de la rationalité en philosophie du langage, en philosophie de la connaissance et en philosophie des sciences, ainsi qu'un historien de la philosophie.

## Biographie
Ancien élève de l'École normale supérieure (promotion 1982), Alain Séguy-Duclot enseigne la philosophie à l'Université de Tours et il fait partie de l'équipe de recherche du Centre d'histoire des systèmes de pensée moderne (CHSPM) à l'Université Panthéon-Sorbonne. Il dirige la collection « Le Chemin des philosophes » des éditions Belin.

## Œuvres

### Philosophie
- Définir l'art, éditions Odile Jacob, coll. « Sciences humaines », 224 p., 1998  (ISBN 978-2738106568)
- Penser la vie, enquête philosophique, Paris, éditions Ellipses, coll. « Philo », 352 p., 2004  (ISBN 978-2-7298-1817-3)
- Culture et Civilisation, Paris, éditions du Cerf, coll. « Passages », 254 p., 2010   (ISBN 978-2-2040-9011-7)
- Recherches sur le langage, Paris, éditions Vrin, coll. « Analyse et philosophie », 304 p., 2011.  (ISBN 978-2-7116-2348-8)
- La Réalité physique, Paris, éditions Hermann, coll. « Philosophie », 466 p., 2013.
- Éthique, Hildesheim, Georg Olms Verlag, coll. « Europaea memoria », 351 p., 2014.
- Généalogie des mathématiques , éditions Spartacus IDH, coll. « Nouvelles visions des sciences », 498 p., 1er mars 2019.
- L'art, en définitive, Hermann éditeurs, coll. « Philosophie », 254 p., 2021.
- Pour un nouveau relativisme, Limoges, Lambert-Lucas, coll. « Philosophie et langage », 124 p., 2023.

### Histoire de la philosophie
- Le Parménide de Platon ou le Jeu des hypothèses, Paris, éditions Belin, coll. « L'Extrême contemporain », 318 p., 1998.
- Dialogue sur le Théétète de Platon, Paris, éditions Belin, coll. « L'Extrême contemporain », 281 p., 2008.
- Platon, l'invention de la philosophie, Paris, éditions Belin, coll. « Le Chemin des philosophes », 288 p., 2014.
- Descartes, une crise de la raison, Paris, éditions Belin, coll. « Le Chemin des philosophes », 367 p. , 2017.
- Leçons sur l'esthétique de Kant, Ellipses, coll. Cours de philosophie, 448 p., 2018.
- Emmanuel Kant. L'humain mesure de toutes choses, éditions Belin Education, coll. Major, 256 p., Septembre 2019.
- Kant, le premier cercle. La déduction transcendantale des catégories (1781 et 1787), Garnier, coll. « Classiques Garnier », 299 p., 2021.
- La philosophie contemporaine, XXe & XXIe siècles, Paris, Ellipses, 403 p., 29 mars 2022.